# محمدناجی عطری
محمد ناجی العطری (به عربی: محمد ناجي عطري) (زاده ۱ ژانویه ۱۹۴۴ در شهر حلب سوریه) از تاریخ ۱۰ سپتامبر ۲۰۰۳ تا ۱۴ آوریل ۲۰۱۱ تصدی نخست‌وزیری سوریه را برعهده داشت.